# You Make It Real
You Make It Real è il primo singolo estratto dal secondo album in studio, Songs for You, Truths for Me, del cantautore inglese James Morrison. La canzone è stata pubblicata il 22 settembre 2008, una settimana prima dell'album. La canzone fa parte della colonna sonora del film La verità è che non gli piaci abbastanza e della serie tv Brothers & Sisters - Segreti di famiglia.

## Video
Il video è stato pubblicato a settembre e mostra James Morrison che gira per le strade di Los Angeles. Poi viene mostrato James Morrison che beve un caffè in un bar. Il video termina con James che cammina da solo.

## Formats and track listings
CD single
1. "You Make It Real"
2. "Sitting On A Platform"

Maxi-CD single
1. "You Make It Real" (Radio version)
2. "Sitting On A Platform"
3. "Movin' On"
4. "You Make It Real" (Live and acoustic)
5. "You Make It Real" (Video)

scrittori James Morrison and Paul Barry.

## Classifiche
| Classifica (2008) | Posizione più alta |
| ----------------- | ------------------ |
| Belgio (Fiandre)  | 66                 |
| Belgio (Vallonia) | 62                 |
| Brasile           | 70                 |
| Germania          | 71                 |
| Irlanda           | 38                 |
| Paesi Bassi       | 41                 |
| Regno Unito       | 7                  |